# Tobey Maguire
Tobias Vincent "Tobey" Maguire (Santa Monica (Califòrnia), 27 de juny de 1975) és un actor i productor estatunidenc. Va començar a fer cinema el 1989.
Ha intervingut en moltes pel·lícules des d'aleshores, com ara Pleasantville (1998), Ride with the Devil (1999), The Cider House Rules (1999), Wonder Boys (2000), Seabiscuit (2003), The Good German (2006), Tropic Thunder (2008) i Brothers (2009), però és conegut principalment per la seva interpretació de Spiderman/Peter Parker a la trilogia Spider-Man (2002–2007).
L'actor va començar la seva carrera interpretativa en aparèixer en diverses sèries de televisió i telefilmes, en papers menors. Posteriorment, va realitzar una actuació de repartiment en el llargmetratge La tempesta de gel, compartint repartiment amb, entre d'altres, Elijah Wood i Kevin Kline. Ja en els anys 2000, va treballar en cintes més aclamades, entre les quals: Wonder Boys, les tres pel·lícules basades en el còmic Spider-Man i en la candidata al premi Oscar a la millor pel·lícula, Seabiscuit. Després d'acabar la trilogia, va rebre l'aclamació de la crítica per la interpretació en el film de 2009, Brothers, on va compartir repartiment amb els actors Jake Gyllenhaal i Natalie Portman. Cal destacar que, Maguire va rebre una nominació al Globus d'Or per la seva actuació.
Pel que fa a la seva vida privada, es va casar amb l'actriu Jennifer Meyer, amb qui va tenir dos fills. A més, és coneguda la seva amistat amb l'actor Leonardo DiCaprio, a qui va conèixer en una audició en la seva infància. El 2013, al seu costat, va protagonitzar la pel·lícula El gran Gatsby. Acabat el rodatge, Tobey va dir: «El fet de veure un dels meus millors amics cada dia va ser fantàstic».

## Biografia
Maguire va néixer a Santa Mónica, Califòrnia, fill de Vincent Maguire i Wendy Brown, que es van separar el 1977, quan l'actor tenia dos anys. La custòdia va quedar en mans de la seva mare, amb la qual va viatjar per diversos estats del país. A més, té quatre germanastres. A pesar que al principi, Maguire pensava fer-se xef igual que el seu pare, les ànsies de la seva mare perquè el fill fos actor van fer que aquesta arribés al punt d'oferir-li cent dòlars perquè anés a classes de teatre a l'escola, en lloc d'economia domèstica. Fomentat per un veí que treballava al món de l'espectacle, van aconseguir que Tobey, des de nen, aparegués en diversos anuncis publicitaris.
Des de jove és amic de l'actor Leonardo DiCaprio.

### 1988-1992: Primers papers
Va començar la seva carrera com a actor en realitzar una petita aparició en l'especial de la HBO de 1988 titulat On Location: Rodney Dangerfield Opening Night at Rodney’s Place —emès el següent any—, així com el 1990 en protagonitzar l'especial de Nickelodeon Tales from the Whoop: Hot Rod Brown, Class Clown. El mateix any va agafar el paper com convidat en la sèrie de televisió de Parenthood, marcant el seu primer treball amb Leonardo DiCaprio. Després van seguir més papers com a artista convidat en la televisió, incloent actuacions en les sèries Roseanne de l'ABC, Jake and the Fatman de la CBS, Eerie, Indiana i Blossom —ambdues de la NBC.
El 1992, Maguire va obtenir el paper protagonista en la sèrie de la Fox Great Scott! on interpreta Scott Melrod, un adolescent amb una vida de fantasia. A pesar que el programa era original i rebia bones crítiques, va fallar en capturar una gran audiència, i la sèrie va ser cancel·lada després de tan sols sis episodis. Va continuar treballant en altres papers per a la televisió, incloent els drames de 1994 Spoils of War de l'ABC, A Child's Cry for Help de la NBC, i en la història basada en fets reals Seduced By Madness: The Diane Borchardt Story, el 1996 en el paper de Chuck Borchardt.

### 1993-2000: Papers menors
El seu primer paper cinematogràfic en l'adaptació basada en les memòries de Tobias Wolff, This Boy’s Life, en el paper de Chuck Bolger. La pel·lícula, dirigida per l'escocès Michael Caton-Jones, va rebre crítiques favorables i va obtenir un èxit moderat en la taquilla mundial. El repartiment de la pel·lícula va estar format per diversos actors, entre els quals Leonardo DiCaprio i Robert De Niro.
La següent aparició va ser en la pel·lícula The Adventures of the Red Baron de 1994, on la va coprotagonitzar amb Mickey Rooney. Així, ni el seu petit paper en S.F.W. ni la seva actuació com un adolescent embriac en Healer li van valer l'atenció de l'audiència. Posteriorment va actuar en el curt nominat al premi Oscar The Duke of Groove de 1995, dirigit per Griffin Dunne. Maguire va interpretar un adolescent tímid que assisteix a una festa molt concorreguda amb la seva mare (Kate Capshaw), durant la qual tots dos aprenen coses sobre ells mateixos i sobre els altres. A més, va treballar en la pel·lícula de baix pressupost Don's Plum, on va encarnar a un home que es baralla amb un altre, interpretat per DiCaprio. Maguire va passar per un període difícil aquest any, que va culminar amb la pèrdua del paper protagonista de la pel·lícula Empire Records a causa d'una fallida audició que va dissuadir al director Allan Moyle, un dels seus grans partidaris. Després d'aquest mal període va retornar a l'actuació.
El 1996, va protagonitzar la pel·lícula independent Joyride, de Quinton Peeples i després va ser dirigit per Ang Lee en el drama La tempesta de gel, on va interpretar al conflictiu però lúcid narrador Paul Hood. Aquest paper, amb una mescla de cinisme i innocència, va mostrar la seva vàlua, i el va convertir en un actor molt requerit al món de l'espectacle. Després d'un petit paper en Deconstructing Harry de 1997, dirigida per Woody Allen, i d'una breu aparició com autoestopista en Fear and Loathing in Las Vegas de 1998, va obtenir el paper protagonista en la pel·lícula Pleasantville; allà va interpretar un modern adolescent obsessionat amb el món de les comèdies dels anys cinquanta, cap on és transportat juntament amb la seva germana (Reese Witherspoon).
Posteriorment, l'actor va tornar a treballar amb Ang Lee en la pel·lícula èpica de la guerra civil Ride With the Devil, on va encarnar Jack Roedel, un jove que al costat del seu amic Jack Roedel —interpretat per Skeet Ulrich—, s'uneix a un grup de partidaris de la causa sudista, que es dediquen a lluitar com a guerriller a la Guerra de Secessió. Igualment, aquest any també va ser llançat The Cider House Rules, un llargmetratge de Lasse Hallström; adaptació de la novel·la de John Irving del mateix nom. Tracta sobre un jove orfe anomenat Homer, criat per un idealista. Va ser un èxit i va guanyar dos premis Oscar.
Malgrat el seu desig de treballar només en una pel·lícula per any, la demanda el va mantenir ocupat, ja que a l'any següent va treballar en Wonder Boys dirigida per Curtis Hanson. El repartiment, entre d'altres, va estar conformat per Michael Douglas i Robert Downey Jr.

### 2002-2007: La trilogia i altres papers

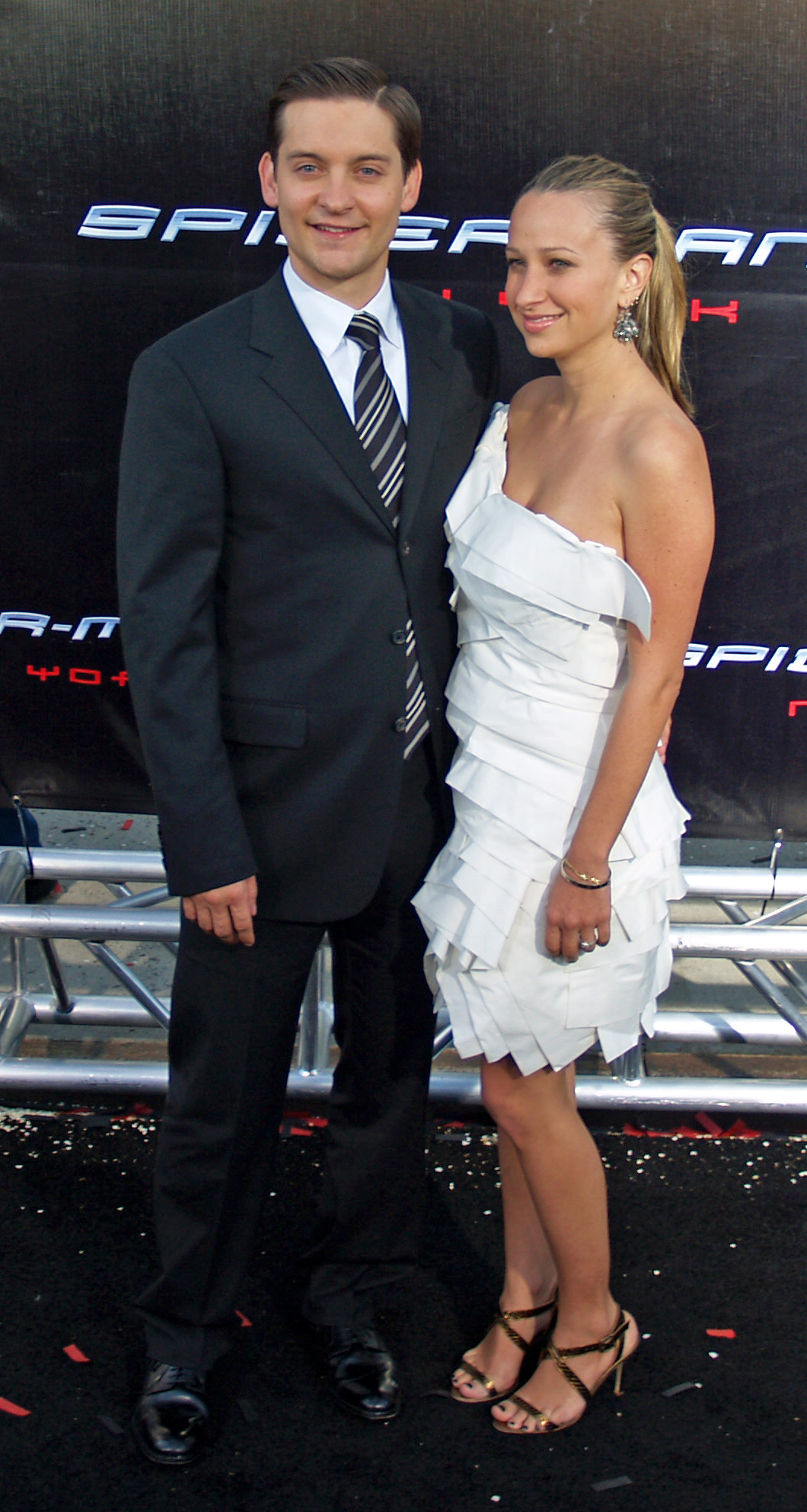
Maguire amb la seva esposa Jennifer Meyer en l'estrena de Spider-Man 3.

Amb una gran quantitat de projectes per realitzar, Maguire va consolidar la seva carrera el 2002, en obtenir el paper protagonista a Spider-Man, dirigida per Sam Raimi, basada en el popular còmic de Marvel, la qual va ser un rotund èxit. Maguire va signar un contracte per aparèixer en tres pel·lícules dos anys abans. Tobey va encarnar Peter Parker, un adolescent, malgrat tenir vint-i-set anys llavors. El lloc web Rotten Tomatoes va comentar: «No només l'home-aranya proporciona una bona dosi de diversió balancejant-se en les seves teranyines, sinó que també té un cor, gràcies als encants combinats del director Sam Raimi, Tobey Maguire i companyia». En una entrevista, quan se li va preguntar la seva experiència en el film, l'actor va contestar que el llargmetratge va ser molt positiu per a la seva carrera. A més, va confessar que en ser acceptat per al paper va començar a practicar tota mena d'esports durant cinc mesos i va fer arts marcials, bicicleta i kick boxing. A causa de l'èxit es van dur a terme dues seqüeles, Spider-Man 2 (2004) i Spider-Man 3 (2007), ambdues grans èxits taquillers.
La segona pel·lícula de la saga, té lloc dos anys després de la primera. Aquesta vegada el personatge de Maguire ha de compaginar dues vides separades i deixa de costat les seves responsabilitats com a superheroi en un moment d'adversitat. Durant el rodatge del llargmetratge Seabiscuit que va protagonitzar aquest mateix any, Maguire es va lesionar l'esquena i Sony va considerar substituir-ho en el paper principal de Peter Parker en el segon lliurament. Fins i tot va haver-hi negociacions per reemplaçar-ho per Jake Gyllenhaal, que en aquell moment mantenia una relació amb Kirsten Dunst, l'actriu que va interpretar Mary Jane Watson. No obstant això, es va recuperar a temps per reprendre el paper, amb un salari de disset milions de dòlars nord-americans. Quan se li va preguntar quines diferències va sentir entre aquest llargmetratge i el primer, va contestar que la seqüela no li va costar tant treball, ja que venia d'una estricta preparació física; l'actor havia de fer quatre hores diàries de gimnàstica, caminades, entrenaments amb peses i desenvolupament de la massa muscular sis dies a la setmana.
En la tercera, ja el personatge se sent segur amb la seva vida, en millorar el seu treball, així com els seus estudis i rebuda per part de les persones cap a l'Home-aranya; tanmateix, tot això canvia en unir-se a un simbiont extraterrestre. La crítica, així com el públic, van reaccionar de manera contradictòria, fent que el llargmetratge tingui respostes tant favorables com a negatives. No obstant això, el film va rebre majorment aquestes últimes.
Sony Pictures va confirmar una nova pel·lícula, titulada Spider-Man 4 la data d'estrena de la qual estava programada per a maig de 2011. No obstant això, després de molts conflictes amb el guió i la direcció, no es va permetre continuar amb la història, per tant el gener de 2010 es va anunciar la cancel·lació de la pel·lícula i l'inici d'una nova saga amb un nou director i elenc. Al desembre d'aquest mateix any va començar la filmació de la pel·lícula reboot The Amazing Spider-Man. Segons el director dels tres lliuraments, el problema va venir per qüestions de terminis i de sobrecarrega de treball. Raimi tenia una data límit amb Sony, i el projecte que tenia al cap necessitava massa temps.
A més, Maguire va protagonitzar el llargmetratge dramàtic Seabiscuit, de Gary Ross, que ja havia dirigit l'actor. Està basada en el llibre de Laura Hillenbrand Seabiscuit: una llegenda americana. Més tard, Maguire va confessar: «Gary em va dir que comprés un exemplar de Seabiscuit i el llegís. Ho vaig fer i em va semblar fantàstic. Em va encantar». Per aquesta pel·lícula, el repartiment va obtenir una nominació al premi del Sindicat d'Actors en la categoria millor repartiment. Tres anys després va realitzar una actuació secundària en la pel·lícula protagonitzada per George Clooney i Cati Blanchett The Good German, on va encarnar el Cap Patrick Tully. Va ser un total fracàs comercial.

### Treball posterior
Ja el 2008, va realitzar un cameo en la comèdia Tropic Thunder; paròdia sobre llargmetratges bèl·lics. Igualment, un any després va protagonitzar la pel·lícula dramàtica Brothers, on va actuar al costat de Jake Gyllenhaal i Natalie Portman; i on va encarnar Sam Cahill, un soldat que en tornar de la guerra comença a sospitar que el seu germà i la seva esposa van mantenir una relació en la seva absència. Maguire en particular va rebre elogis de la crítica per la seva interpretació i va ser nominat al Globus d'Or en la categoria Millor actor dramàtic. Roger Ebert va dir que mai havia vist «aquestes profunditats tan fosques» en l'actor anteriorment.
Després de dos anys, Maguire va tornar al cinema amb la pel·lícula de baix pressupost The Details com a Jeff Lang i va produir els llargmetratges Country Strong, Seeking Justice i L'era del rock. Posteriorment, al costat del seu amic Leonardo DiCaprio, va protagonitzar el film dirigit per Baz Luhrmann El gran Gatsby, guanyador de dos premis Oscar. Més tard, Maguire va dir que DiCaprio va ser el primer a parlar-li sobre el projecte i que el director volia a tots dos actors per encarnar Gatsby i Nick, respectivament. A més, va confessar que ja havia llegit el llibre abans de gravar, així que coneixia el contingut de l'obra. Així mateix, aquest any va participar en la pel·lícula dramàtica Labor Day, on va encarnar la versió adulta d'un dels personatges principals, Henry Wheeler.
El 2014, Maguire va protagonitzar i va produir la miniserie The Spoils of Babylon, com Devon Morehouse, apareixent als sis episodis. Aquest any també va participar en el drama de caràcter biogràfic Pawn Sacrifice on va encarnar el jugador d'escacs Bobby Fischer, campió mundial entre 1972 i 1975. La pel·lícula es va estrenar el 18 de setembre del següent any.

## Vida personal
Després d'acabar de rodar Spider-Man, van començar a circular rumors sobre una possible relació entre Maguire i l'actriu Nicole Kidman; no obstant això aquests van ser desmentits ràpidament pel portaveu de l'actor. Així mateix, també se'l va involucrar amb l'actriu Liv Tyler, però novament els rumors van ser negats per Maguire. Posteriorment, Tobey va confessar que si bé va tenir algunes promeses, mai es va enamorar veritablement.
Maguire va conèixer Jennifer Meyer el 2003 i va començar una relació aquest mateix any. Tres anys després van anunciar la doble notícia de l'embaràs del seu primer fill i el seu compromís matrimonial. Jennifer és dissenyadora de joies, filla del cap dels estudis Universal, Ron Meyer. El 10 de novembre de 2006, al Centre Mèdic Cedars Sinai de Los Angeles va néixer la seva filla Ruby. L'actor va confessar que ser pare és una experiència meravellosa i encantadora. La parella es va casar el 3 de setembre del següent any, en unes noces discretes a Kona, Hawaii. A la cerimònia van assistir, entre uns altres, Kirsten Dunst —companya de Maguire en Spider-Man— i Leonardo DiCaprio. L'esposa de Maguire va comentar: «És la millor etapa de la meva vida. Estic com en l'aire. Em vaig a casar, formar una família i tinc una increïble companyia». El 8 de maig de 2009, va néixer el segon fill, aquesta vegada un nen.
Segons el propi actor, no fuma ni pren alcohol i és vegetarià des dels onze anys. A més, ell mateix es reconeix com a expert en l'art de la cuina.

## Filmografia

### Cinema
- 1989: The Wizard de Todd Holland: Lucas
- 1993: La vida d'aquest noi de Michael Caton-Jones: Chuck Bolger
- 1994: Revenge of the Red Baron de Robert Gordon: Jimmy Spencer
- 1994: S.F.W. de Jefery Levy: Al
- 1996: Jugant amb el perill (Joyride) de Quinton Peeples: J. T.
- 1997: Desmuntant Harry de Woody Allen: Harvey Stern
- 1997: La tempesta de gel (Ice Storm) d'Ang Lee: Paul Hood
- 1998: Por i fàstic a Las Vegas (Fear and Loathing in Las Vegas) de Terry Gilliam: el auto-stopista
- 1998: Pleasantville de Gary Ross: David / Bud Parker
- 1999: Cavalca amb el diable (Ride with the Devil) d'Ang Lee: Jake Roedel
- 2000: Joves prodigiosos de Curtis Hanson: James Leer
- 2001: Don's Plum de R. D. Robb
- 2001: Com gats i gossos (Cats & Dogs) de Lawrence Guterman: Lou (veu)
- 2002: Spider-Man de Sam Raimi: Peter Parker / Spider-Man
- 2003: Seabiscuit de Gary Ross: Red Pollard
- 2004: Spider-Man 2 de Sam Raimi: Peter Parker / Spider-Man
- 2006: The Good German de Steven Soderbergh: Tully
- 2007: Spider-Man 3 de Sam Raimi: Peter Parker / Spider-Man
- 2008: Tormenta sota els tròpics de Ben Stiller: ell mateix
- 2009: Brothers de Jim Sheridan: Sam Cahill
- 2012: The Details de Jacob Aaron Estes: Jeff Lang
- 2013: The Great Gatsby de Baz Luhrmann: Nick Carraway
- 2014: Last Days of Summer de Jason Reitman: el narrador / Henry Wheeler
- 2015: El cas Fischer d'Edward Zwick: Bobby Fischer
- 2015: Z for Zachariah de Craig Zobel

### Televisió
- 1991 : Marshall i Simon : Trip MacCornac (episodi 8)
- 1992 : Great Scott! : Scoot Melrond (episodi 6)
- 2014 : The Spoils of Babylon : Devon Morehouse

### Productor
- 2002 : La 25a hora de Spike Lee
- 2003 : Seabiscuit de Gary Ross
- 2003 : Whatever We Do de Kevin Connolly
- 2010 : Country Strong de Shana Feste
- 2011 : Seeking Justice de Roger Donaldson
- 2012 : Rock Forever d'Adam Shankman
- 2014 : Good People de Henrik Ruben Genz (coproductor)
- 2014 : Pawn Sacrifice d'Edward Zwick (coproductor)
- 2014 : The Spoils of Babylon (sèrie de TV)
- 2016 : The 5th Wave de J Blakeson (coproductor)

## Premis i nominacions

### Nominacions
- 2010. Globus d'Or al millor actor dramàtic per Brothers